# عکاسی منظره

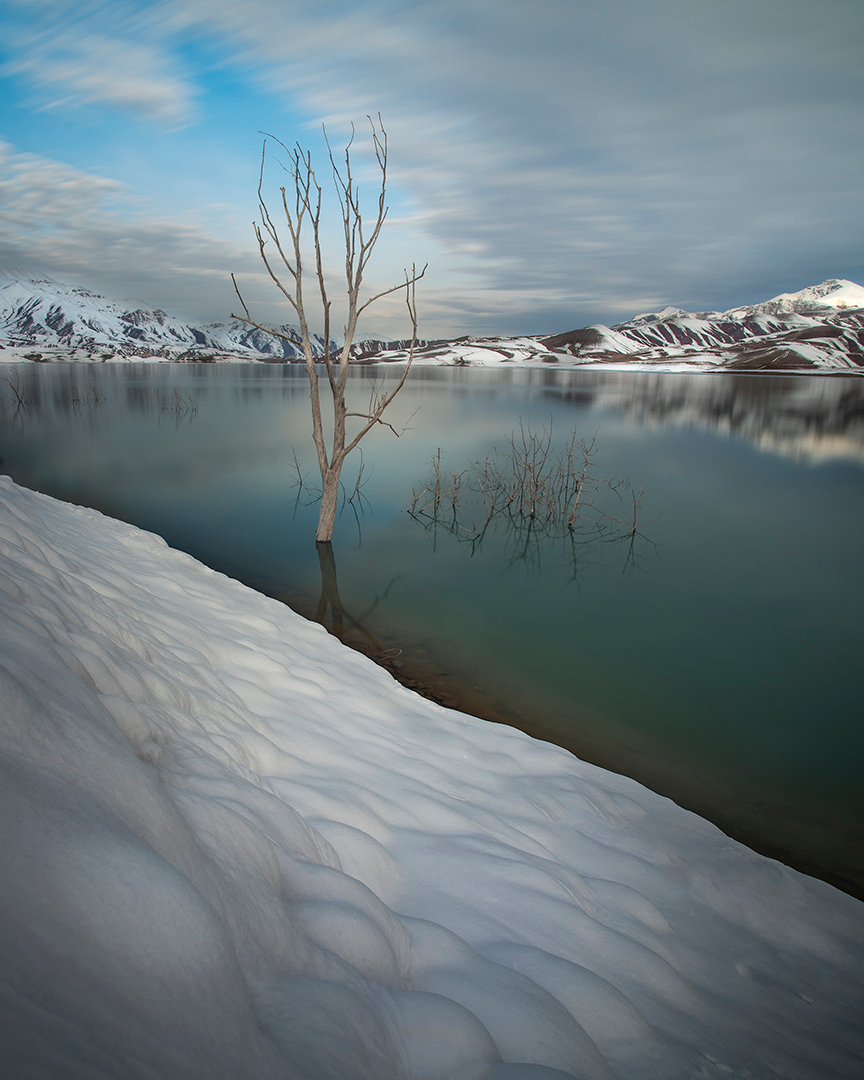
طبیعت دریاچه سد طالقان

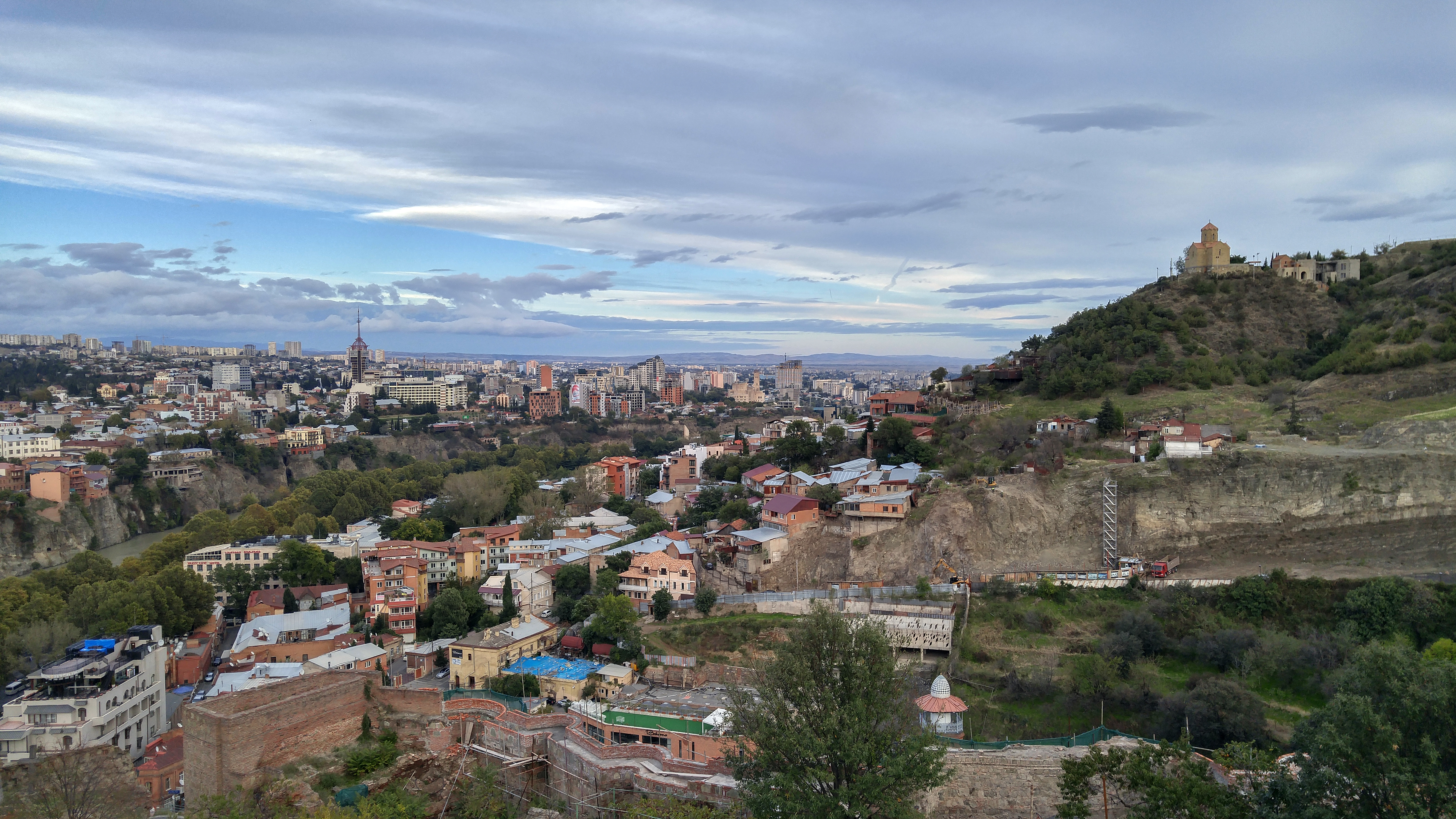
چشم‌انداز شهر تفلیس نمونه یک منظره شهری

عکاسی منظره یا عکاسی چشم‌انداز (به انگلیسی: Landscape photography)، شیوه‌ای در عکاسی است که از فضای طبیعی در زمین عکاسی می‌شود که گاهی این چشم‌اندازها خیلی بزرگ و پایان ناپذیرند و گاهی هم خیلی کوچکند.
برای عکسبرداری از چشم‌اندازها نیاز به عمق میدان وضوح بالا وجود دارد، بنابراین استفاده از لنزهای نرمال و واید و همچنین استفاده از اعداد بالا برای دیافراگم (برای مثال ۲۲) کمک بسیاری برای ثبت تصاویر با کیفیت خواهند کرد. استفاده از سه‌پایه برای عکسبرداری از چشم‌اندازها در شب نیاز است. برای عکاسی از چشم‌اندازها در شب، بی‌حرکت بودن دوربین عکاسی مهم‌ترین مسئله برای ثبت تصویر با کیفیت است.

## سایر سبک‌های عکاسی
- عکاسی اجسام بی‌جان
- عکاسی طبیعت
- عکاسی پرتره
- عکاسی ورزشی
- عکاسی معماری
- عکاسی ماکرو
- عکاسی زیرآب
- عکاسی خبری
- عکاسی مد
- عکاسی حیات وحش
- عکاسی انتزاعی
- عکاسی مادون قرمز
- عکاسی نجومی

## نگارخانه

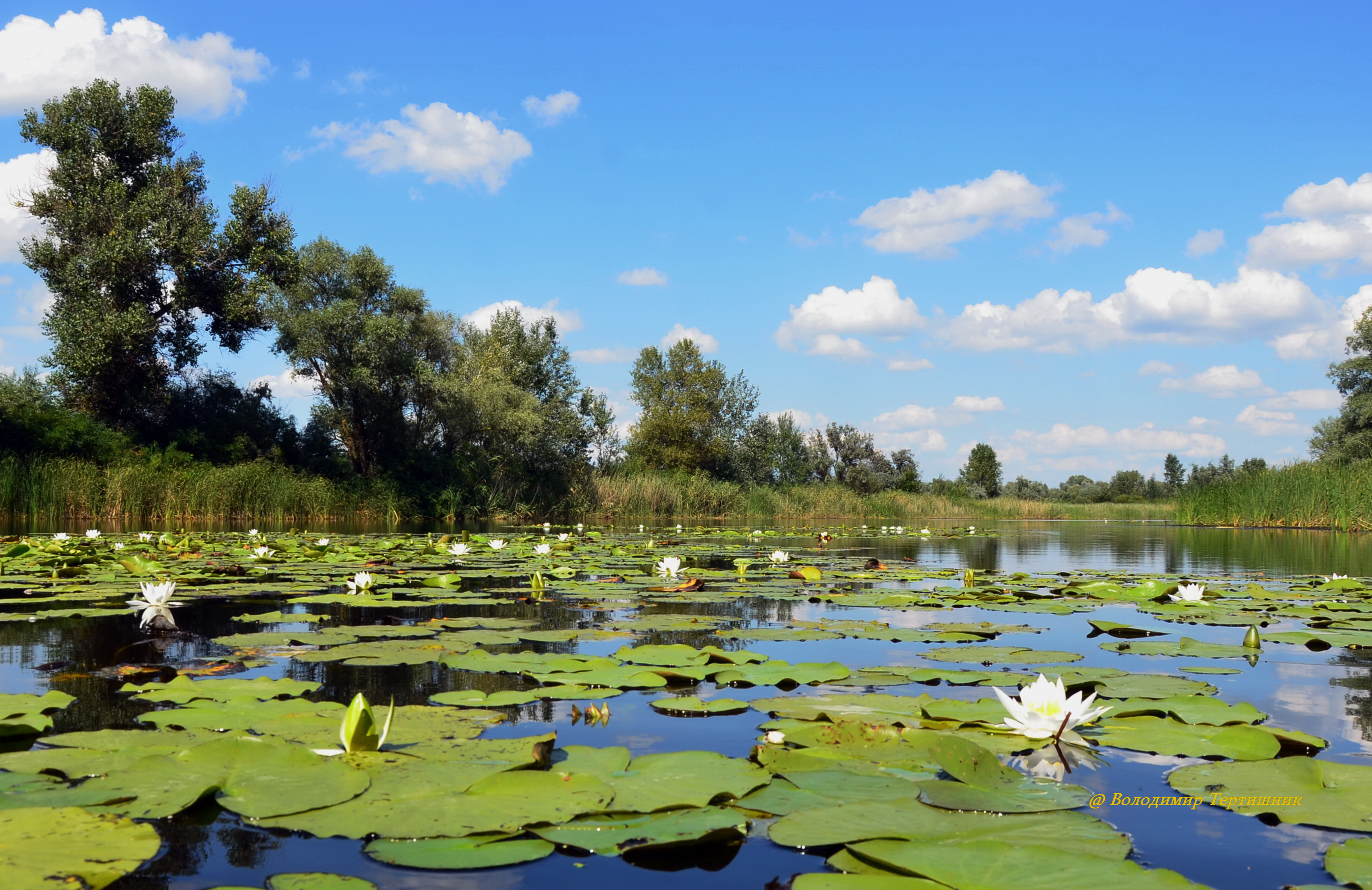
عکاسی منظره از تابستان اوریول
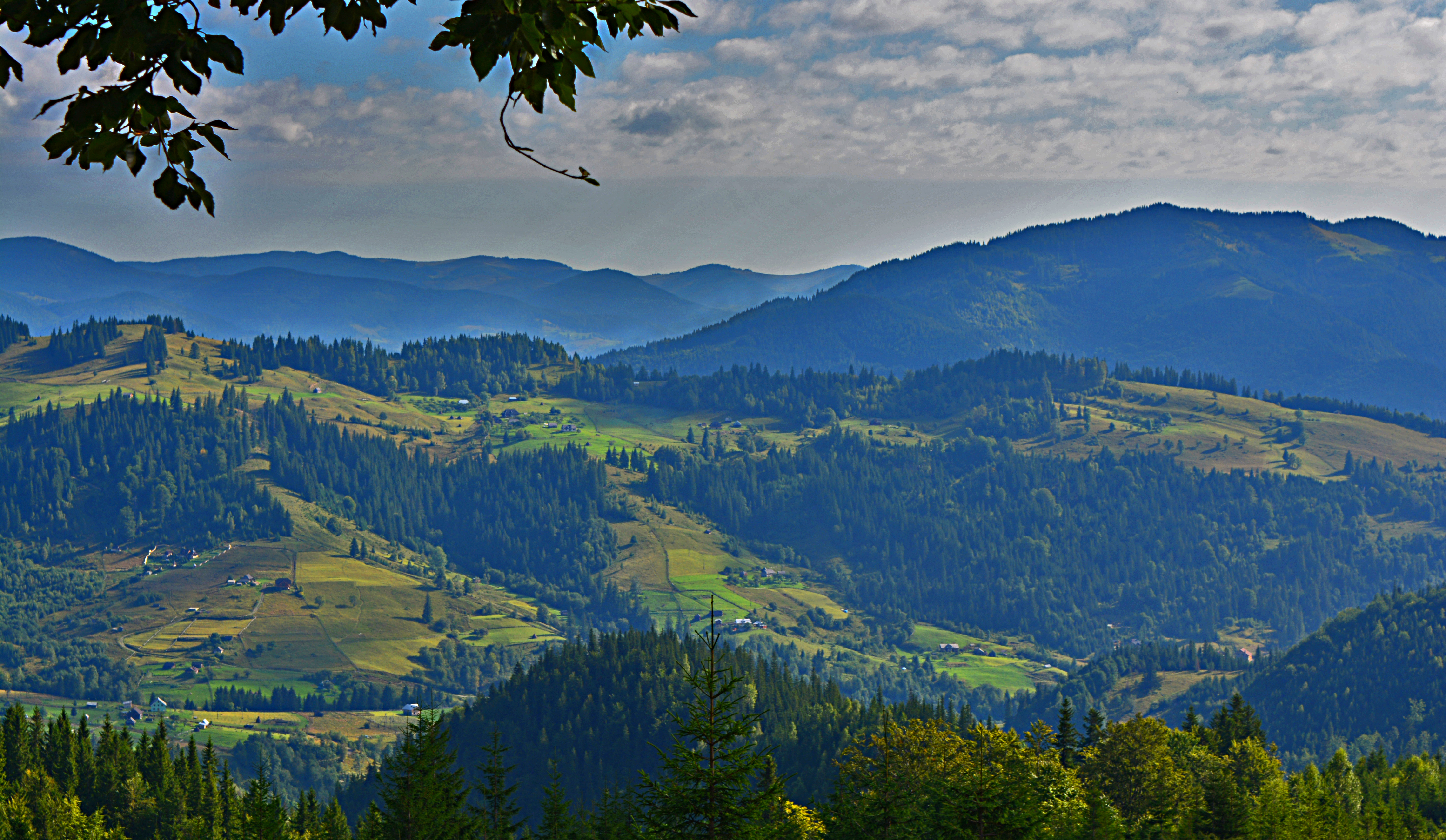
دمرونیا اوکراین کارپات
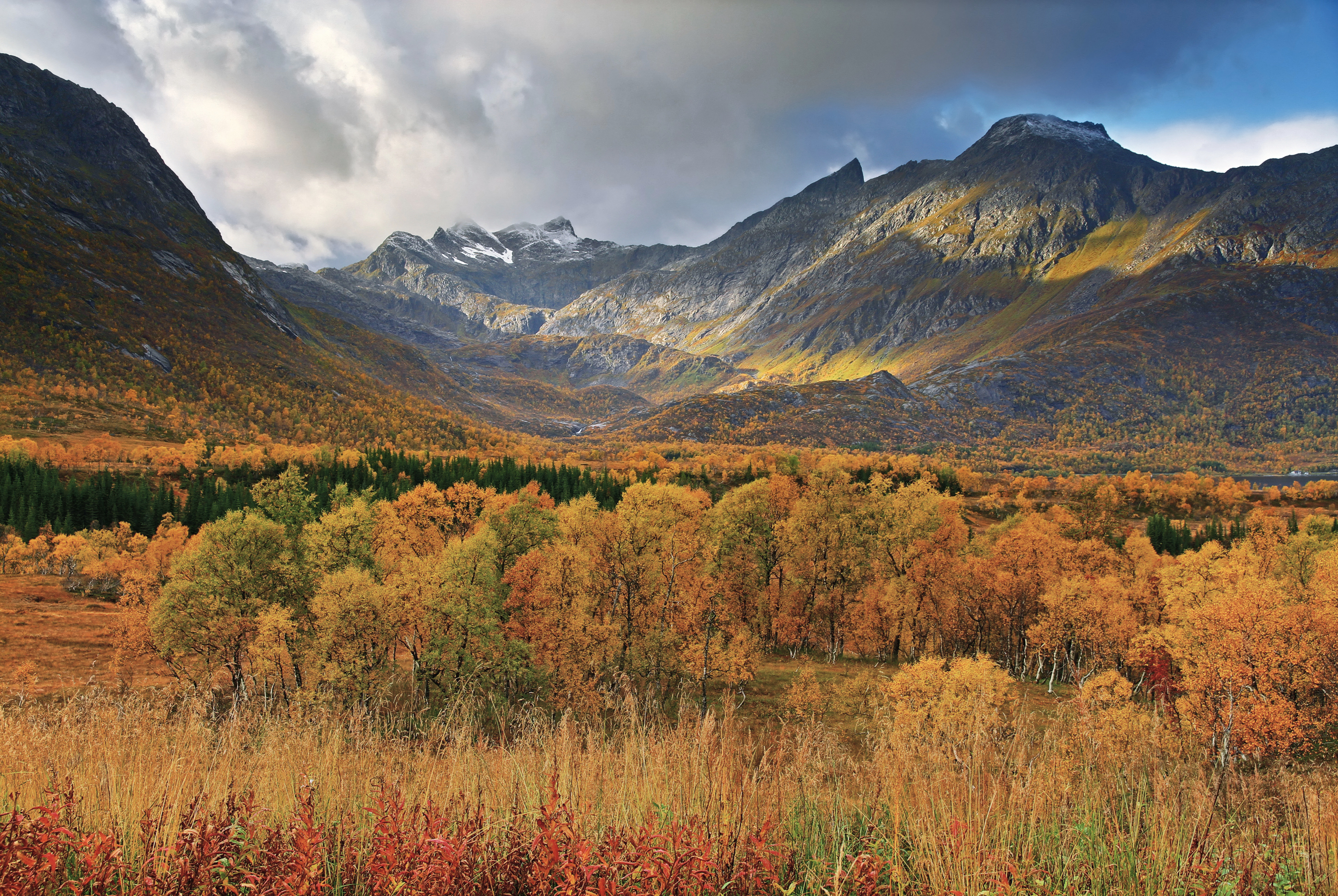
منظره پاییزی در نزدیکی هینویا، سپتامبر ۲۰۱۰
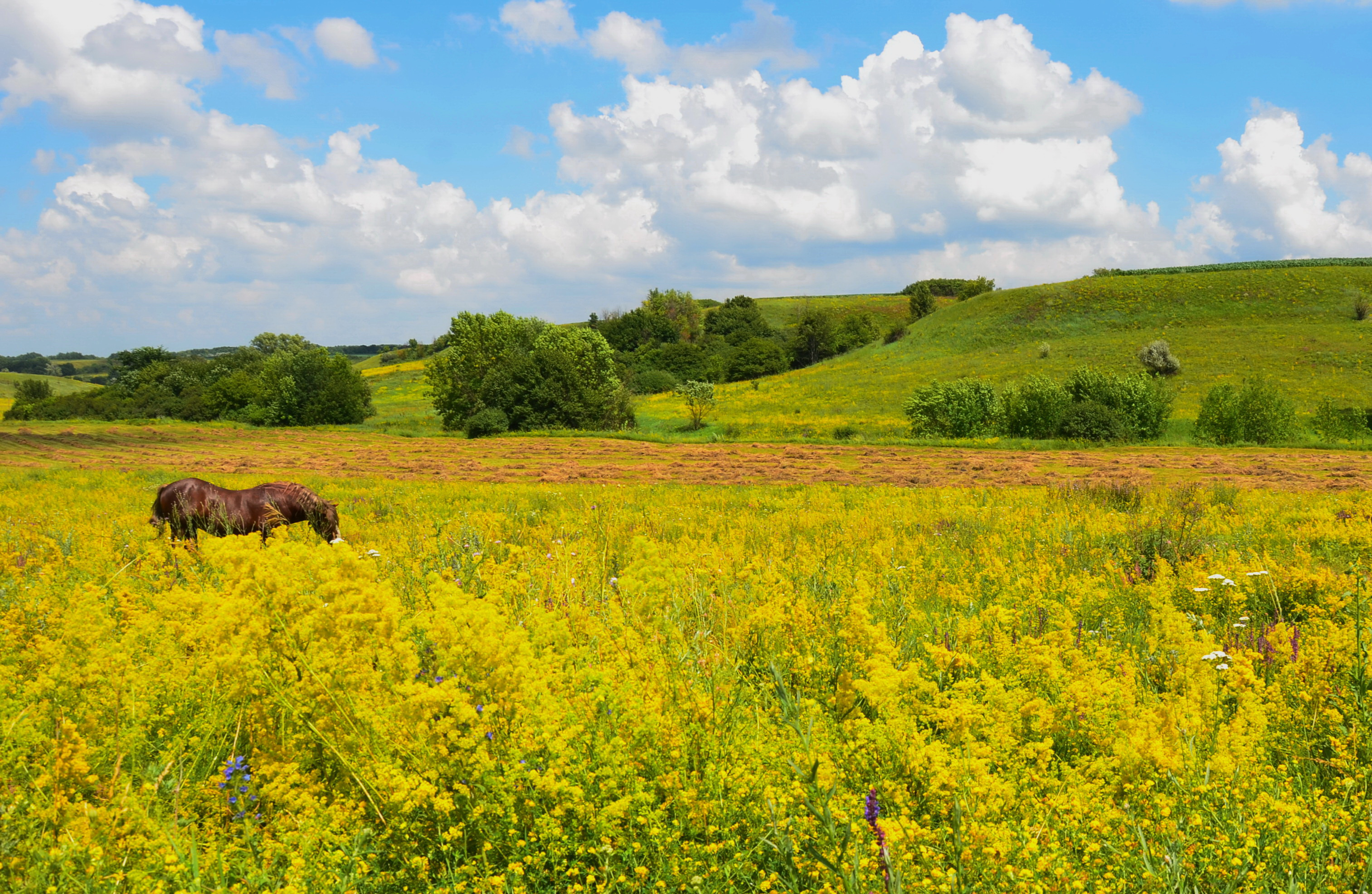
مراتع نزدیک روستا والدین
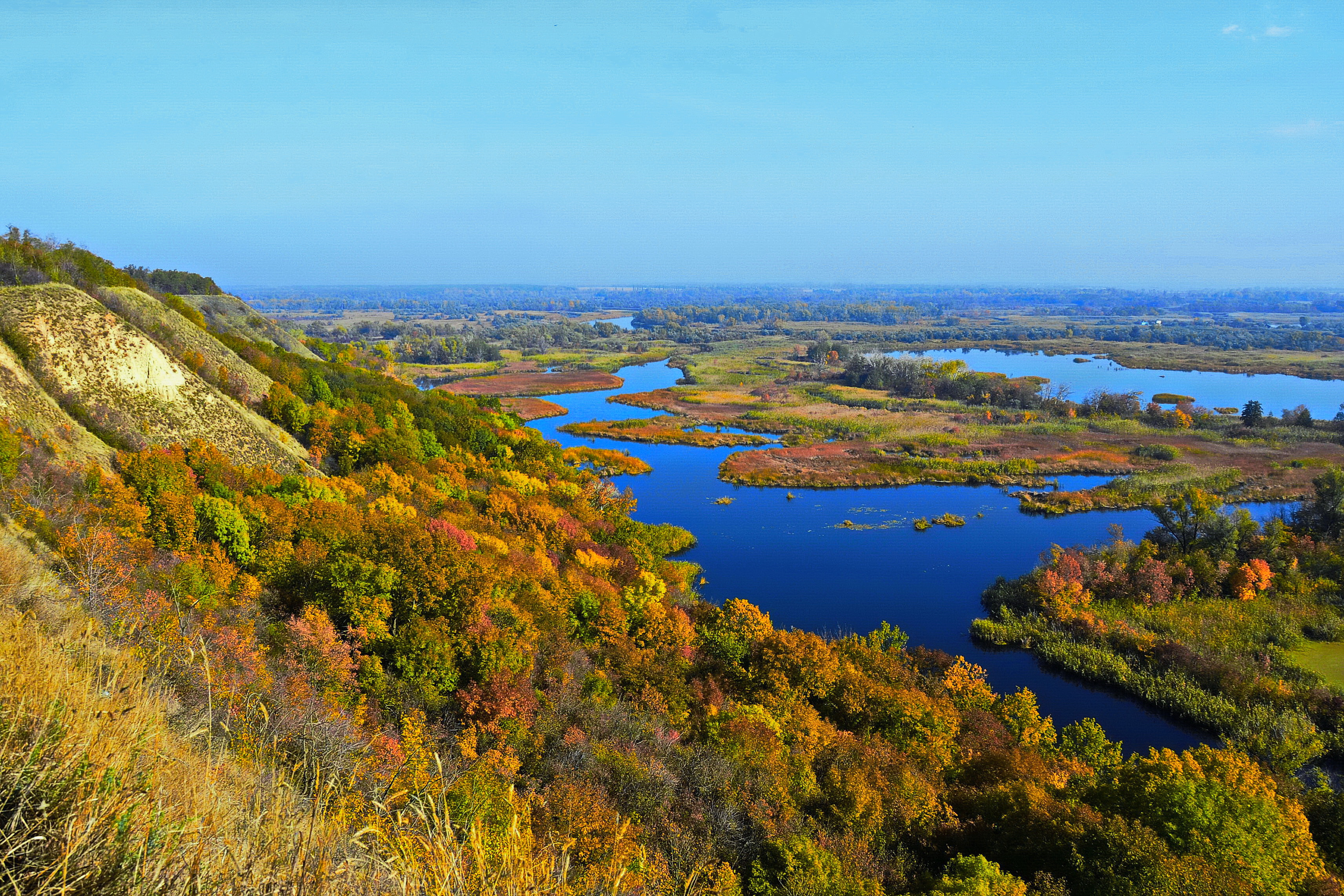
پاییز در سواحل رودخانه ورسکلا
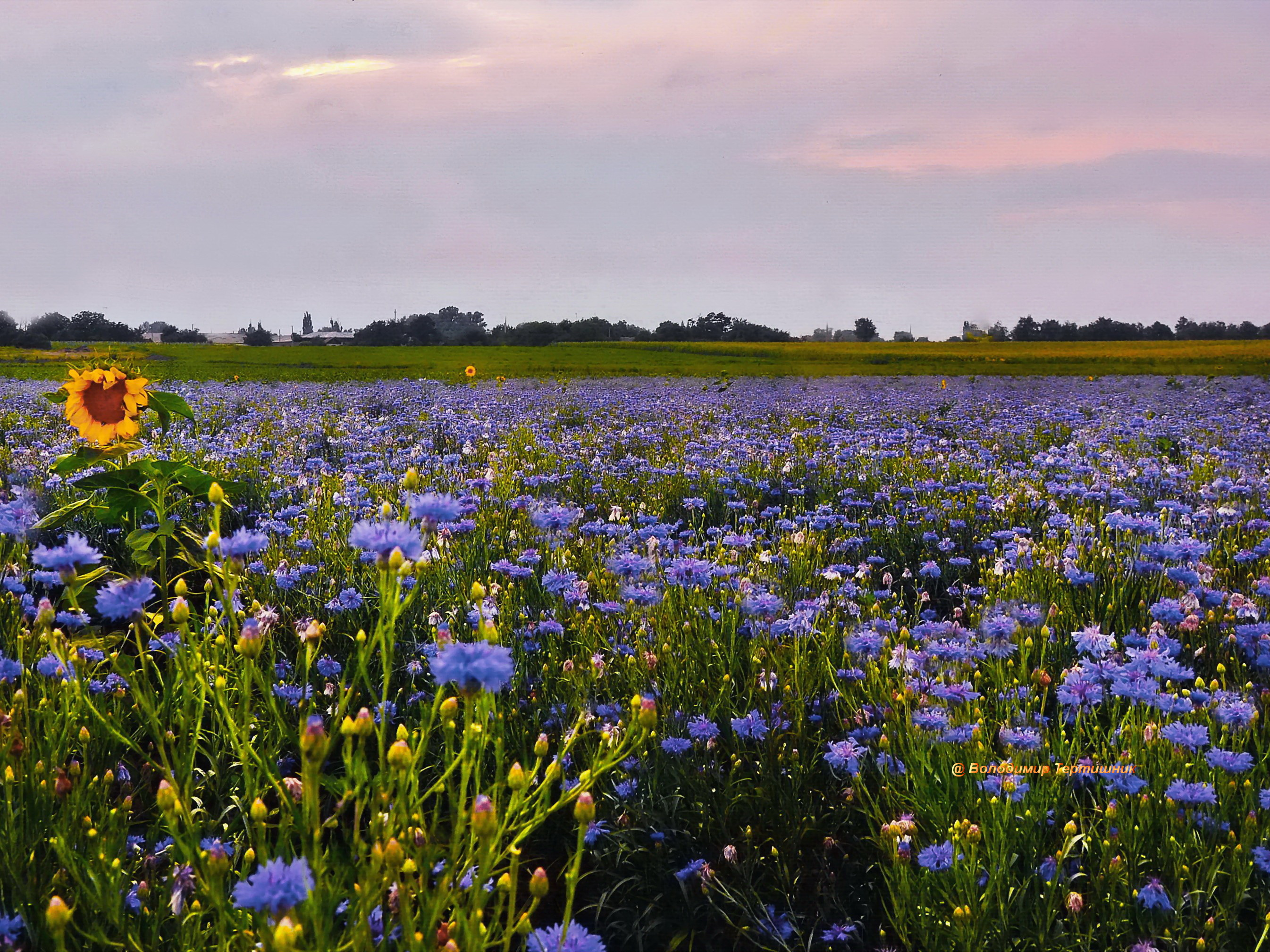
میدان مو
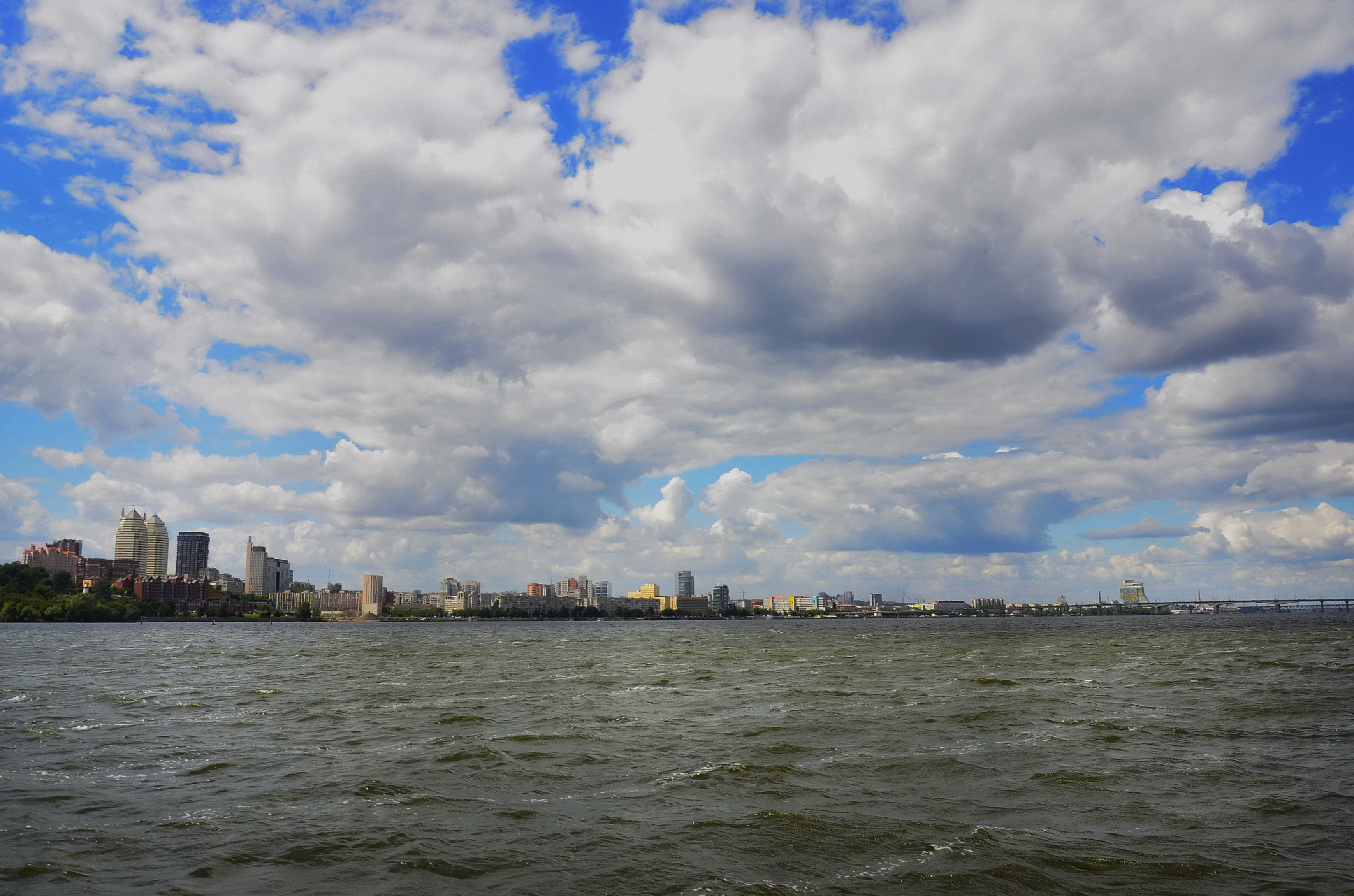
عکس منظره رودخانه دنیپرو در شهر دنیپرو
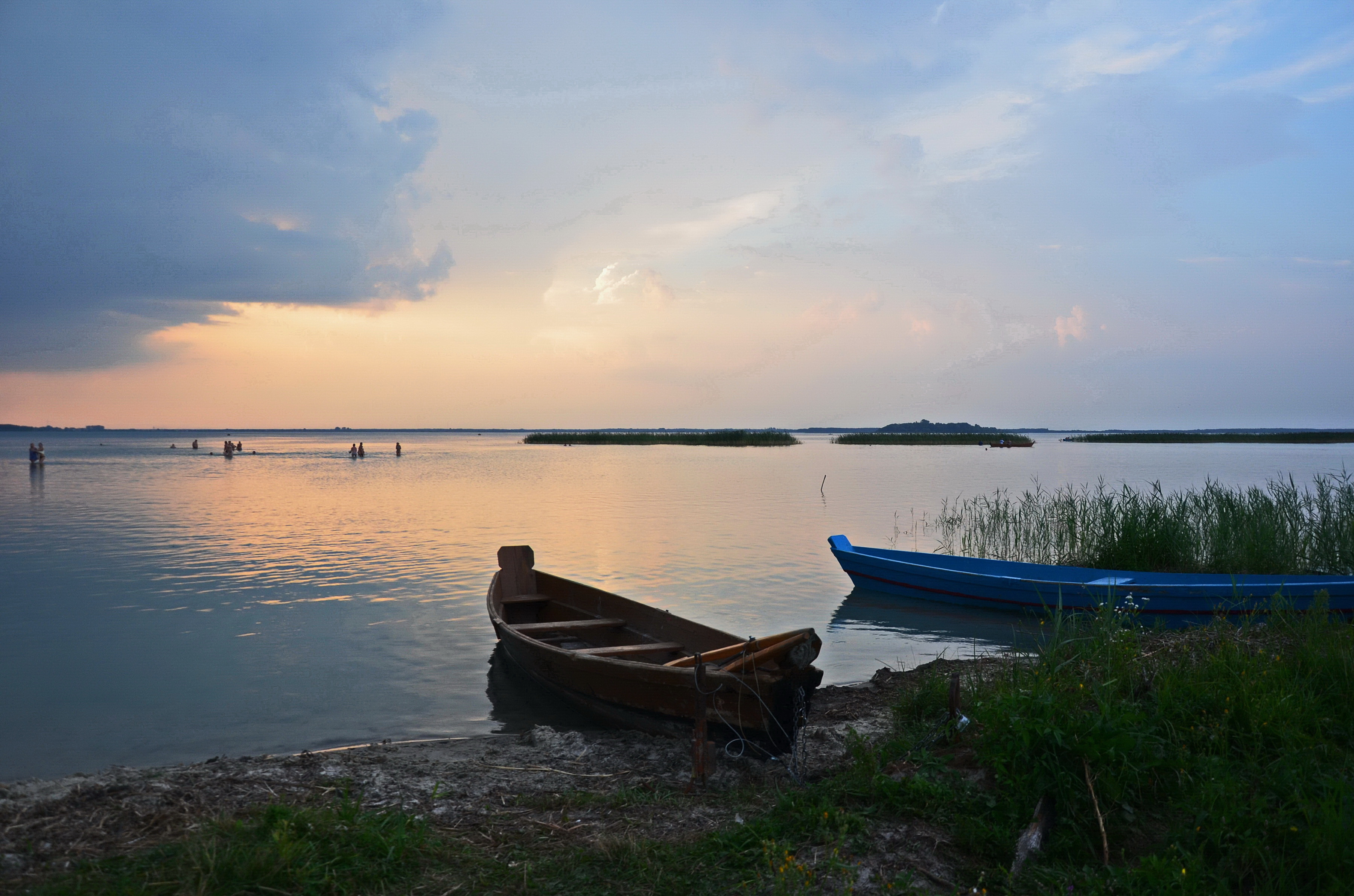
منظره عصر (دریاچه های شاتسک)
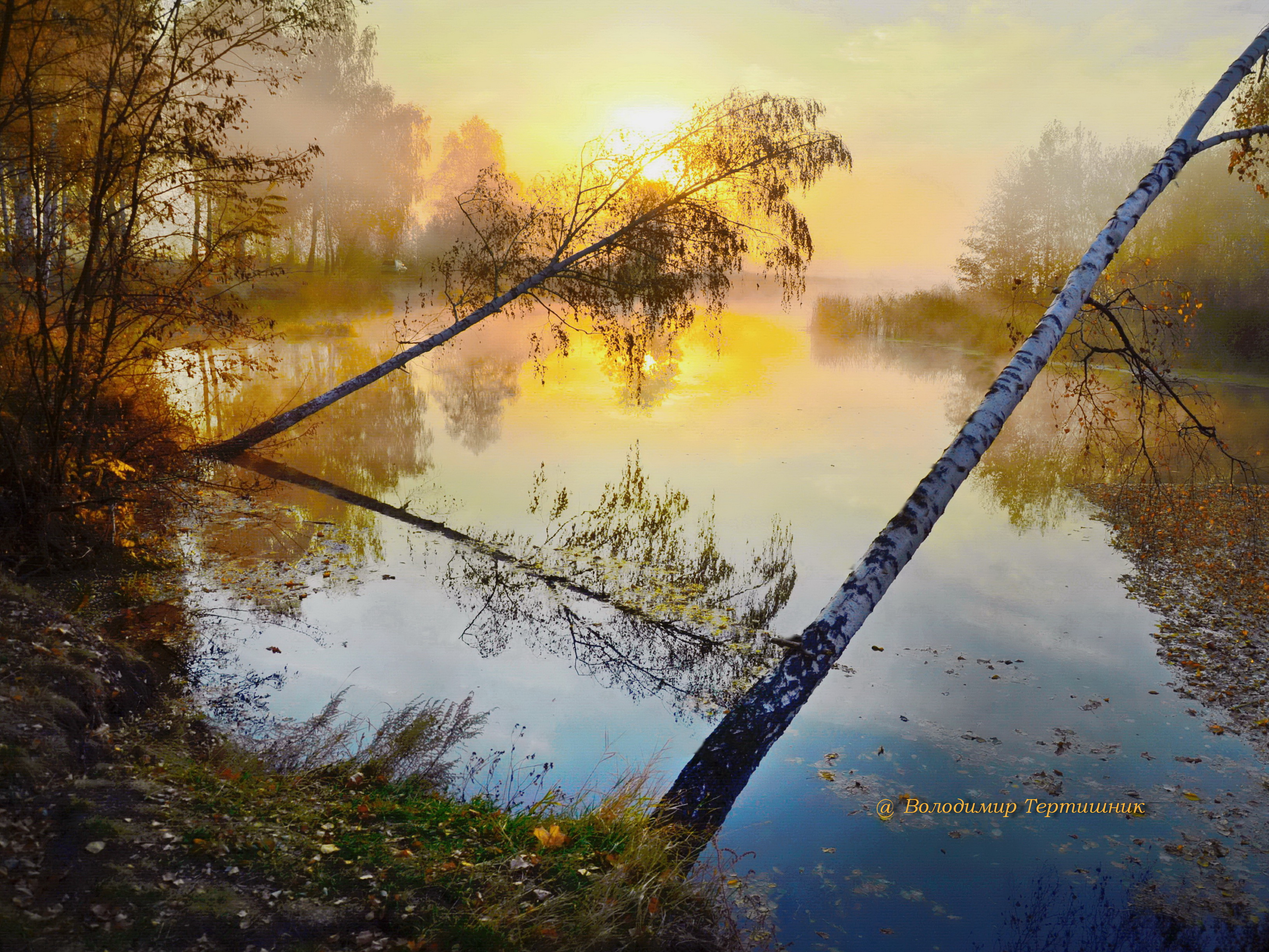
منظره صبحگاهی (رودخانه پسل)
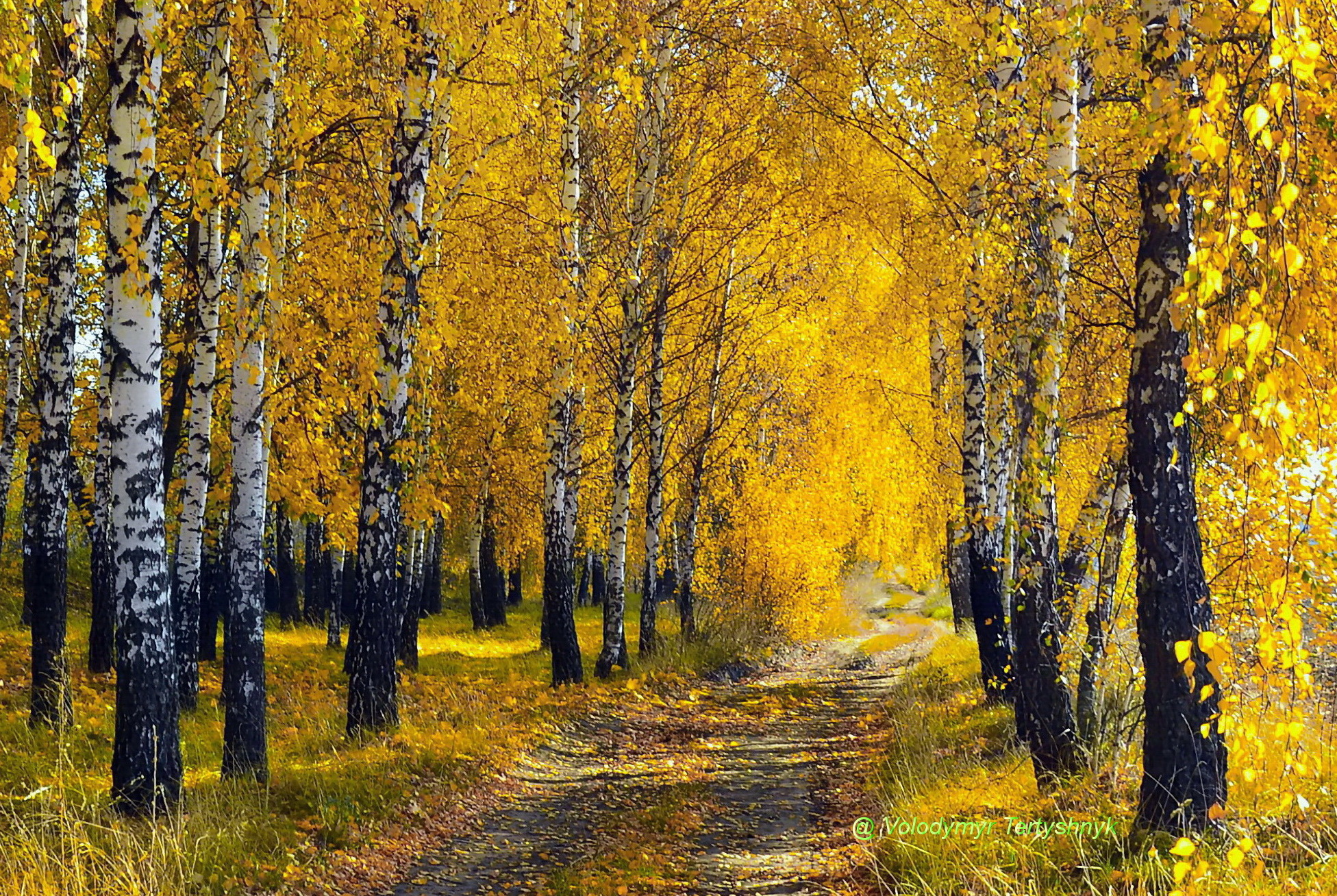
چشم انداز پاییزی اطراف روستا. کلم